# 聖佩德羅大區
4°45′N 6°38′W / 4.750°N 6.633°W
聖佩德羅大區（San-Pédro Region），是科特迪瓦的31個大區之一，位於該國西南部，由下薩桑德拉區負責管轄，首府設於聖佩德羅，始建於2011年，面積12,790平方公里，2014年人口826,666，人口密度每平方公里65人。